# James MacArdell
James MacArdell (ca. 1729 - 1765) est un graveur en manière noire irlandais. Il est considéré, avec Richard Earlom, comme l'un des meilleurs spécialistes de cette technique.

## Biographie
James MacArdell est né à Cow Lane (devenu Greek Street), à Dublin, vers 1729.
Il apprend la gravure en manière noire de John Brooks (en). Quand ce dernier s'installe à Londres vers 1746, MacArdell et d'autres élèves le suivent. MacArdell ouvre un magasin d'estampes à Golden Head à Covent Garden, où il publie six vues de Dublin.
Il est très apprécié de ses graveurs contemporains et est considéré, avec Richard Earlom, comme l'un des meilleurs spécialistes de la technique de la manière noire.
James MacArdell meurt le 2 juin 1765 à 55 ans et est enterré dans le cimetière de l'église de Hampstead.

## Œuvre

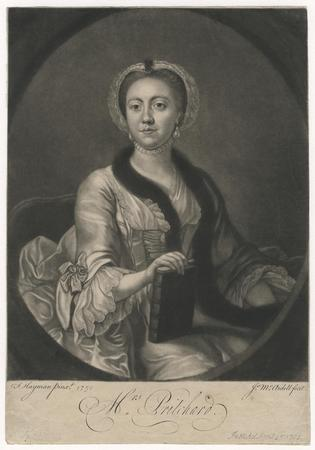
Portrait de l'actrice, 1762. Manière noire de MacArdell d'après Francis Hayman.

James MacArdell réalise principalement des gravures de reproduction.
Sa première œuvre semble être un portrait gravé de l'archevêque Hugh Boulter (en) inspiré d'un portrait gravé par Brooks de l'évêque Robert Howard. En 1748, il grave le portrait de John Cartwright, d'après S. Elmer, et un petit portrait du peintre suédois Charles Bancks pour le Chevalier Descazeaux, un aventurier enfermé dans la prison de la Fleet, et de qui MacArdell a fait deux portraits.
En 1749, il grave le portrait de Lady Boyd d'après Allan Ramsay, puis le portrait de Thomas Coram d'après William Hogarth en 1750, ainsi que celui du duc de Dorset d'après Kneller, les Sons of the Duke of Buckingham (« fils du duc de Buckingham ») d'après Antoine van Dyck. En 1754, il grave ses premières plaques d'après Joshua Reynolds : le comte et la comtesse de Kildare, publiées à Dulin par Michael Ford (en) ; ainsi que le portrait de Lady Charlotte Fitzwilliam, publié par Reynolds lui-même.
Par la suite, MacArdell grave quarante-quatre autres portraits d'après Reynolds et vingt-cinq autres d'après Thomas Hudson. Il grave des portraits appréciés du roi George III, de la reine Charlotte et de George II à cheval.

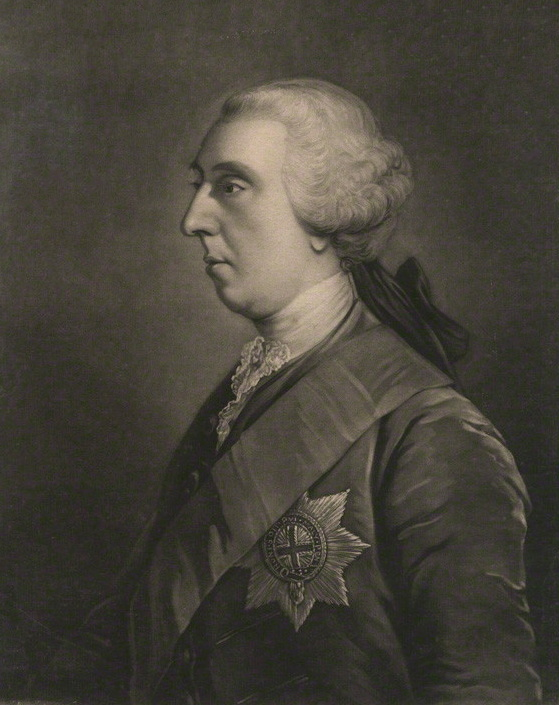
Portrait de James Waldegrave, 1762. Manière noire d'après Joshua Reynolds.

Il grave The Family of Sir Balthasar Gerbier d'après Rubens et Rubens with his Wife and Child, d'après le tableau qui figurait au palais Blenheim. Il grave aussi Time clipping the Wings of Cupid, The Finding of Moses et les portraits de Lord John et Lord Bernard Stuart, d'après Antoine van Dyck. Il grave plusieurs estampes d'après Rembrandt,.
Il a par ailleurs réalisé un portrait du docteur Birch, de l'évêque Thomas Secker (1767) ainsi qu'une planche humoristique, Teague's Ramble.
Il grave aussi d'après ses propres dessins, comme ceux de Charles Blakes (« M. le Médecin ») et de David Garrick comme « Peter Puff ».

## Hommage
En 1886, le Burlington Fine Arts Club de Londres organise une rétrospective de l'œuvre de James MacArdell, « qui a porté l'art de la gravure en manière noire à une grande perfection ».